# Neuer Jüdischer Friedhof (Liběšice)
Koordinaten: 50° 17′ 35,8″ N, 13° 38′ 13,1″ O

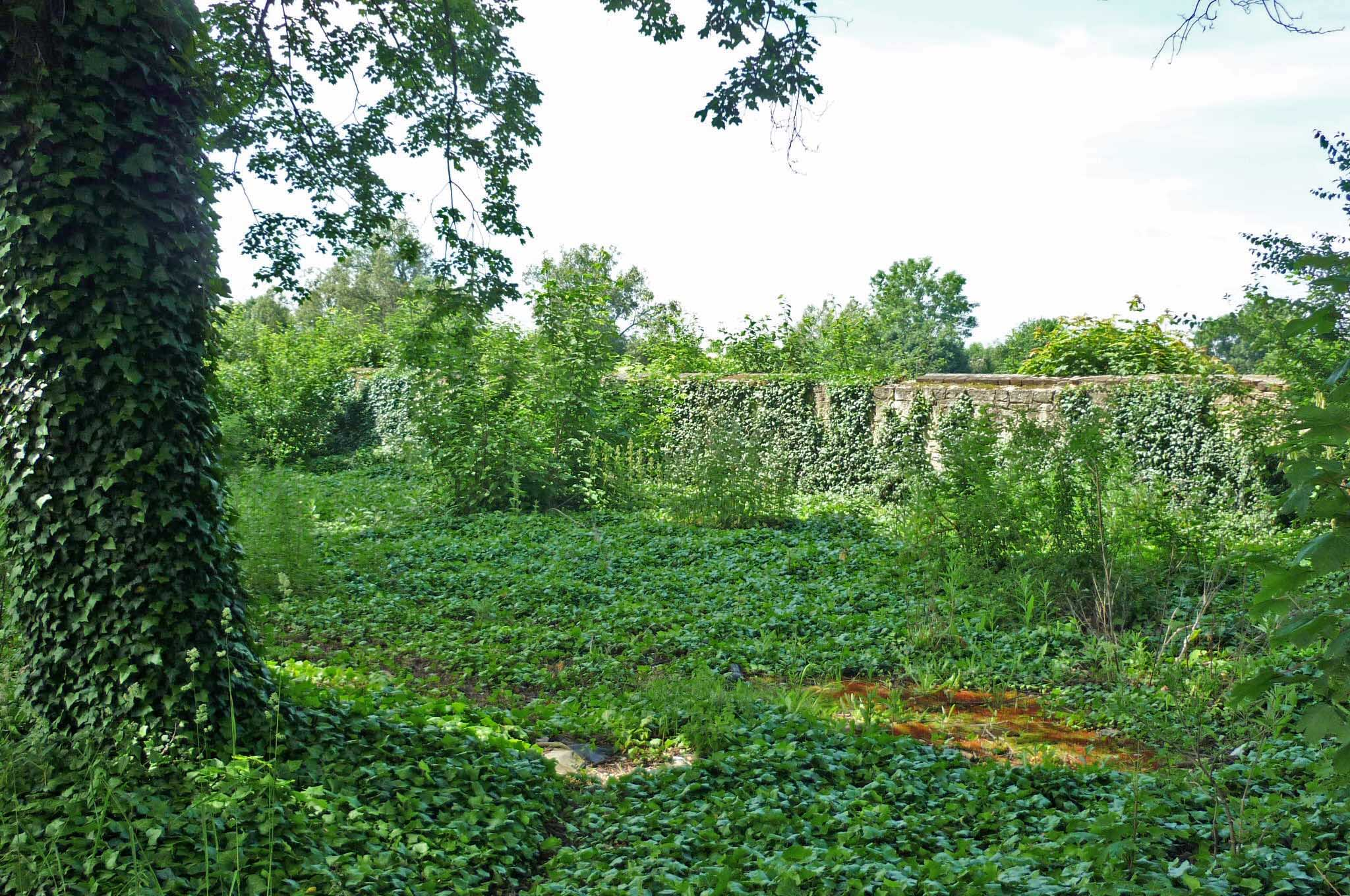
Neuer Jüdischer Friedhof in Liebeschitz

Der Neue Jüdische Friedhof in Liběšice (deutsch Liebeschitz) befindet sich etwa 1,5 Kilometer östlich des Dorfes Liběšice und liegt an der Straße von Dubčany (Dubschan) nach Tuchořice (Tuchorschitz). Er wurde im Jahr 1897 angelegt, hat eine Gesamtfläche von 1800 m² und besitzt nur noch sieben Grabsteine aus den Jahren 1900 bis 1915. Der Friedhof ist aufgelassen 
und von einer beschädigten Mauer umgeben, so dass er frei zugänglich ist. 
Auf Grund der entfernten Grabsteine ist sein Zustand schlechter als der des  Alten Jüdischen Friedhofs. 
Auf dem Friedhof gab es zwei Gebäude mit maurischen Fenstern, von denen nur noch Reste vorhanden sind. 
Nach dem Pogrom von 1541 in Žatec (Saaz) siedelten sich vertriebene Juden auch in Liebeschitz an. Später gab es hier auch eine Synagoge. Rabbiner in Liebeschitz waren:
- Philipp Lederer 1898
- J. Eisenberg 1899
- Simon Kohn 1900
- Leopold Reiß 1902
- Moritz Bußgang 1904
- Rabbiner Oesterreicher bis 1928

Die Jüdische Gemeinde in Liebeschitz bestand bis 1931, sie wurde dann aufgelöst, weil sich das jüdische Leben in Saaz konzentriert hatte.